# جاناکپور
جاناکپور (به لاتین: Janakpur) یک منطقهٔ مسکونی در نپال است که در منطقه جاناکپور واقع شده و در قرن ۱۸ میلادی بنیان‌گذاری شده‌است. جاناکپور ۱۰۰٫۲۰ کیلومتر مربع مساحت و ۱۷۳٬۹۲۴ نفر جمعیت دارد و ۷۴ متر بالاتر از سطح دریا واقع شده‌است.
این شهر که در ۲۲۵ کیلومتری جنوب شرقی شهر کاتماندو قرار دارد هفتمین شهر پرجمعیت کشور نپال است. فرودگاه جاناکپور که یک فرودگاه داخلی محسوب می‌شود تنها مقصد پروازی آن شهر کاتماندو است، همچنین ایستگاه راه‌آهن جانکاپور که به راه‌آهن نپال متصل است این شهر را به ایستگاه سیراها در مرز نپال-هند متصل می‌کند.

## فرهنگ
جاناکپور که با توجه به وجود معابدی همچون معبد جاناکی یکی از شهرهای مهم فرهنگی و گردشگری نپال محسوب می‌شود. معبد جاناکی که یکی از بزرگترین معابد نپال است در سال ۱۸۹۸ میلادی توسط ملکه بریسابانو کونواری تیکامگار ساخته شده‌است. معبد سری رام قدیمی‌ترین معبد این شهر است که توسط عمار سینگ تاپا ژنرال نپالی ساخته شده.
جشن‌های و جشنواره‌های بزرگ هندوها همچون ویواها پانچامی، دیپاوالی و ویجایاداشمی در شهر جانکاپور برگزار میشود. همچنین هولی نیز از دیگر جشن‌هایی است که در این شهر انجام میشود.
کتابخانه عمومی گانگاساگار در سال ۱۹۵۵ تاسیس شده بود که در سال ۲۰۱۲ توسط کارگران جوان محلی دوباره بازگشایی شد، این کتابخانه در روز به مدت سه ساعت برای استفاده عموم باز است اما استقبال کمی از آن میشود.

## اقتصاد
جانکاپور یکی از شهرهای در حال توسعه سریع نپال است. این شهر از خدمات درمانی مناسبی برخوردار است. دانشکده‌های پزشکی و مهندسی ساخته شده در این شهر وابسته به دانشگاه تریبووان هستند. اقتصاد شهر بیشتر مبتنی بر جهانگردی، کشاورزی و صنایع محلی است.

## جغرافیا و آب و هوا
جاناکپور که در اقلیم نیمه‌گرمسیری مرطوب قرار دارد در ماه‌های آوریل تا ژوئن دارای هوای گرم، خشک و باد می‌باشد، فصل‌های بارانی از ماه ژوئیه تا سپتامبر است، پس از آن یک فصل خشک و خنک از اکتبر تا ژانویه و یک بهار کوتاه از فوریه تا مارس وجود دارد.
| داده‌های اقلیم فرودگاه جانکاپور (۱۹۸۱–۲۰۱۰) | داده‌های اقلیم فرودگاه جانکاپور (۱۹۸۱–۲۰۱۰) | داده‌های اقلیم فرودگاه جانکاپور (۱۹۸۱–۲۰۱۰) | داده‌های اقلیم فرودگاه جانکاپور (۱۹۸۱–۲۰۱۰) | داده‌های اقلیم فرودگاه جانکاپور (۱۹۸۱–۲۰۱۰) | داده‌های اقلیم فرودگاه جانکاپور (۱۹۸۱–۲۰۱۰) | داده‌های اقلیم فرودگاه جانکاپور (۱۹۸۱–۲۰۱۰) | داده‌های اقلیم فرودگاه جانکاپور (۱۹۸۱–۲۰۱۰) | داده‌های اقلیم فرودگاه جانکاپور (۱۹۸۱–۲۰۱۰) | داده‌های اقلیم فرودگاه جانکاپور (۱۹۸۱–۲۰۱۰) | داده‌های اقلیم فرودگاه جانکاپور (۱۹۸۱–۲۰۱۰) | داده‌های اقلیم فرودگاه جانکاپور (۱۹۸۱–۲۰۱۰) | داده‌های اقلیم فرودگاه جانکاپور (۱۹۸۱–۲۰۱۰) | داده‌های اقلیم فرودگاه جانکاپور (۱۹۸۱–۲۰۱۰) |
| ماه                                        | ژانویه                                     | فوریه                                      | مارس                                       | آوریل                                      | مه                                         | ژوئن                                       | ژوئیه                                      | اوت                                        | سپتامبر                                    | اکتبر                                      | نوامبر                                     | دسامبر                                     | سال                                        |
| ------------------------------------------ | ------------------------------------------ | ------------------------------------------ | ------------------------------------------ | ------------------------------------------ | ------------------------------------------ | ------------------------------------------ | ------------------------------------------ | ------------------------------------------ | ------------------------------------------ | ------------------------------------------ | ------------------------------------------ | ------------------------------------------ | ------------------------------------------ |
| میانگین بیش‌ترین °C (°F)                    | ۲۲٫۲ (۷۲)                                  | ۲۶٫۰ (۷۹)                                  | ۳۱٫۲ (۸۸)                                  | ۳۴٫۸ (۹۵)                                  | ۳۴٫۶ (۹۴)                                  | ۳۴٫۱ (۹۳)                                  | ۳۲٫۵ (۹۱)                                  | ۳۲٫۷ (۹۱)                                  | ۳۲٫۳ (۹۰)                                  | ۳۱٫۷ (۸۹)                                  | ۲۹٫۳ (۸۵)                                  | ۲۵٫۱ (۷۷)                                  | ۳۰٫۵ (۸۷)                                  |
| میانگین روزانه °C (°F)                     | ۱۵٫۶ (۶۰)                                  | ۱۸٫۶ (۶۵)                                  | ۲۳٫۴ (۷۴)                                  | ۲۷٫۷ (۸۲)                                  | ۲۹٫۳ (۸۵)                                  | ۳۰٫۰ (۸۶)                                  | ۲۹٫۳ (۸۵)                                  | ۲۹٫۶ (۸۵)                                  | ۲۸٫۸ (۸۴)                                  | ۲۶٫۸ (۸۰)                                  | ۲۲٫۵ (۷۳)                                  | ۱۸٫۰ (۶۴)                                  | ۲۵٫۰ (۷۷)                                  |
| میانگین کم‌ترین °C (°F)                     | ۹٫۱ (۴۸)                                   | ۱۱٫۳ (۵۲)                                  | ۱۵٫۵ (۶۰)                                  | ۲۰٫۶ (۶۹)                                  | ۲۴٫۰ (۷۵)                                  | ۲۵٫۹ (۷۹)                                  | ۲۶٫۱ (۷۹)                                  | ۲۶٫۴ (۸۰)                                  | ۲۵٫۳ (۷۸)                                  | ۲۲٫۰ (۷۲)                                  | ۱۵٫۷ (۶۰)                                  | ۱۰٫۹ (۵۲)                                  | ۱۹٫۴ (۶۷)                                  |
| بارندگی میلی‌متر (اینچ)                     | ۱۱٫۷ (۰٫۴۶)                                | ۱۱٫۴ (۰٫۴۵)                                | ۱۱٫۵ (۰٫۴۵)                                | ۵۲٫۲ (۲٫۰۶)                                | ۱۲۸٫۳ (۵٫۰۵)                               | ۲۳۸٫۷ (۹٫۴)                                | ۴۸۷٫۶ (۱۹٫۲)                               | ۳۳۹٫۴ (۱۳٫۳۶)                              | ۱۹۷٫۵ (۷٫۷۸)                               | ۶۳٫۹ (۲٫۵۲)                                | ۱٫۹ (۰٫۰۷)                                 | ۸٫۴ (۰٫۳۳)                                 | ۱٬۵۵۲٫۵ (۶۱٫۱۲)                            |
| منبع:                                      |                                            |                                            |                                            |                                            |                                            |                                            |                                            |                                            |                                            |                                            |                                            |                                            |                                            |

## نگارخانه

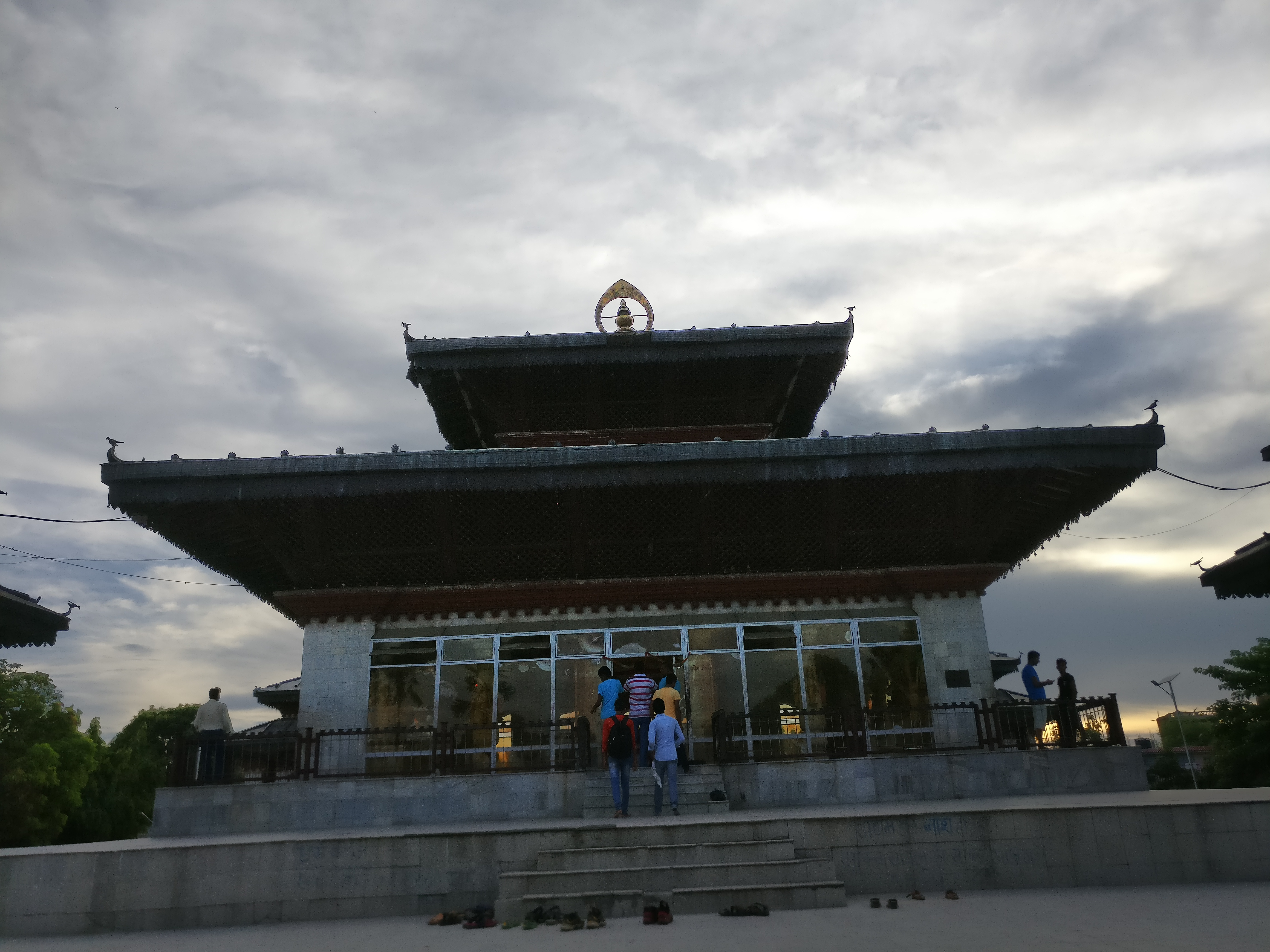
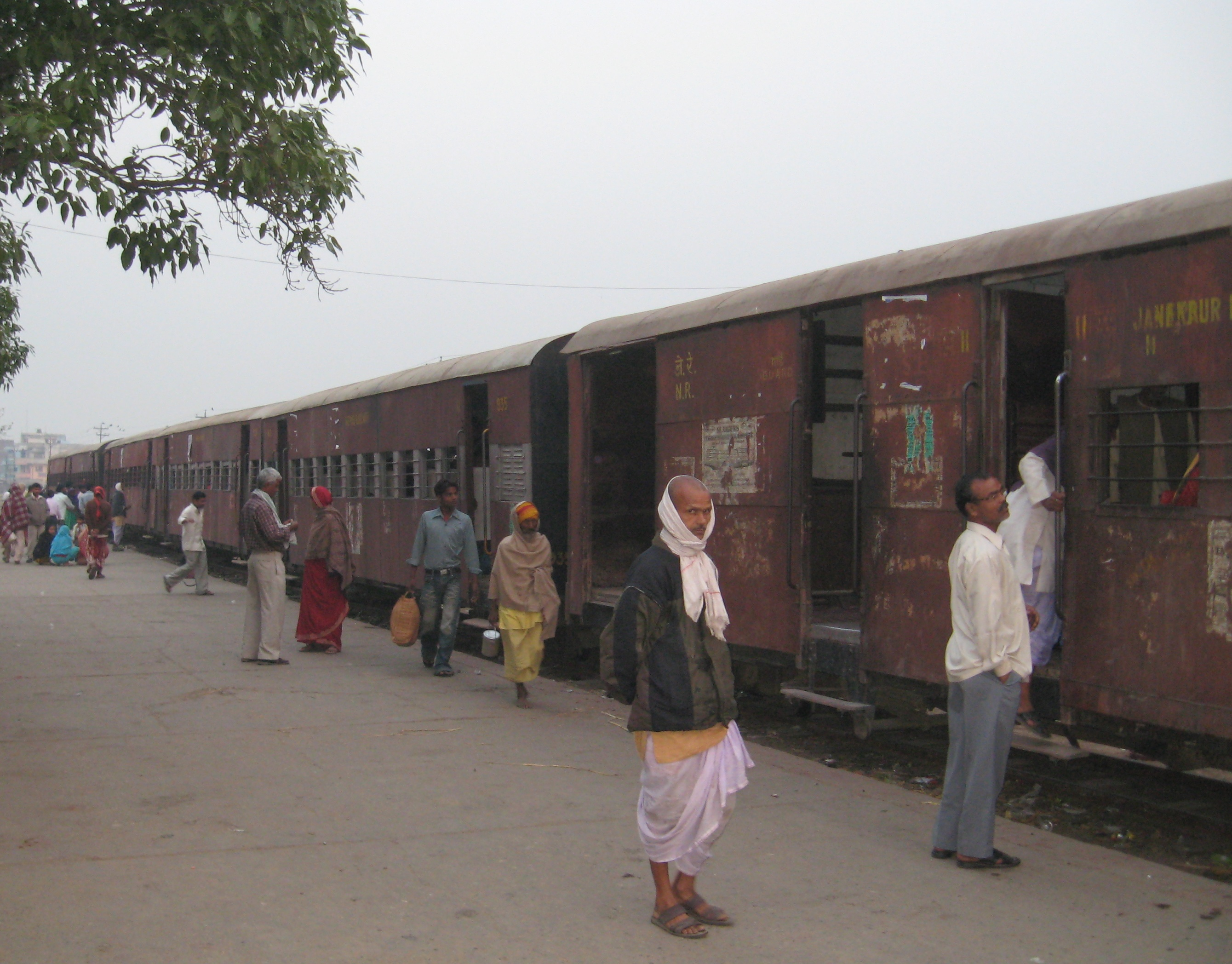
ایستگاه راه‌آهن جانکاپور
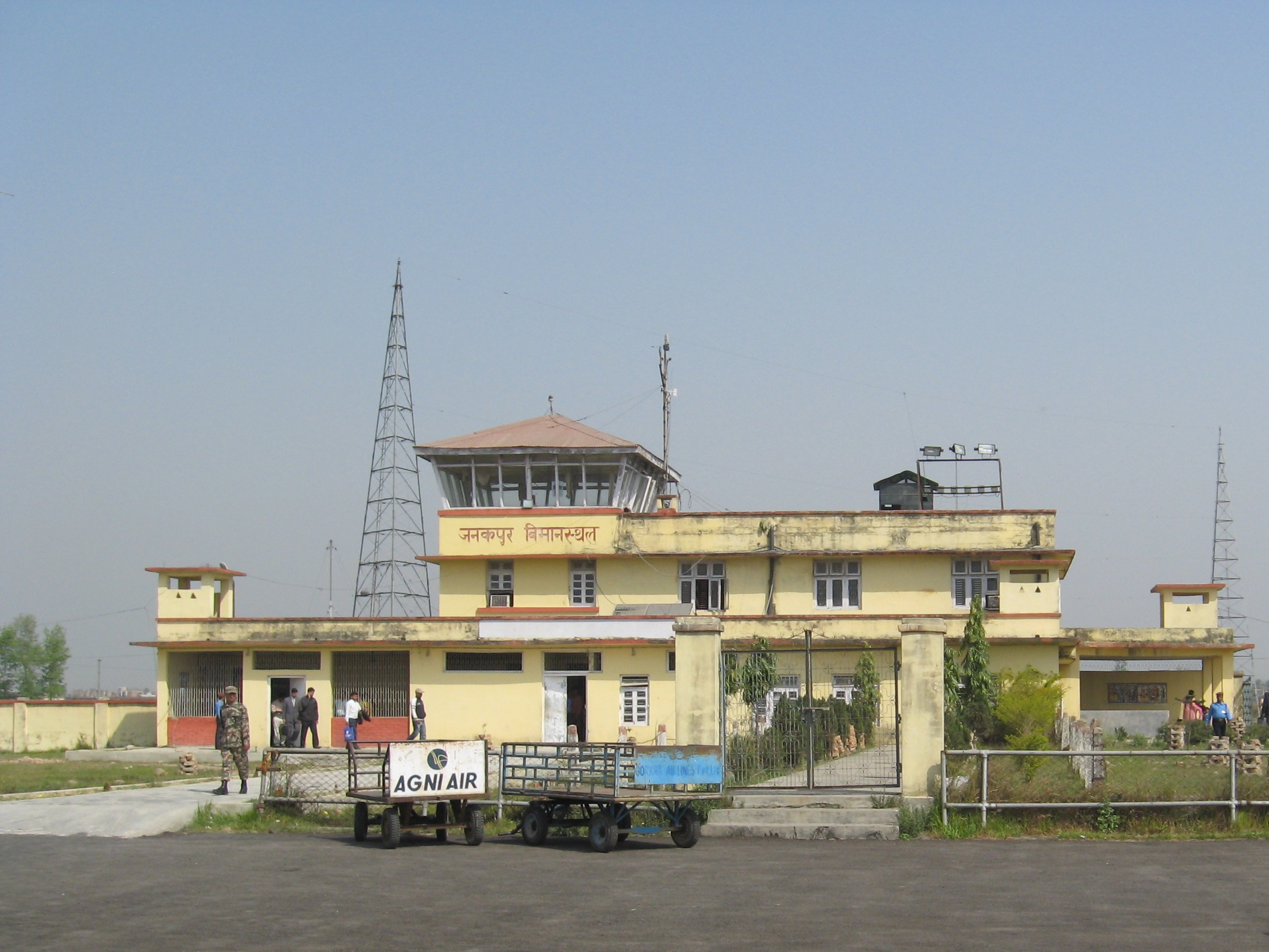
فرودگاه جانکاپور
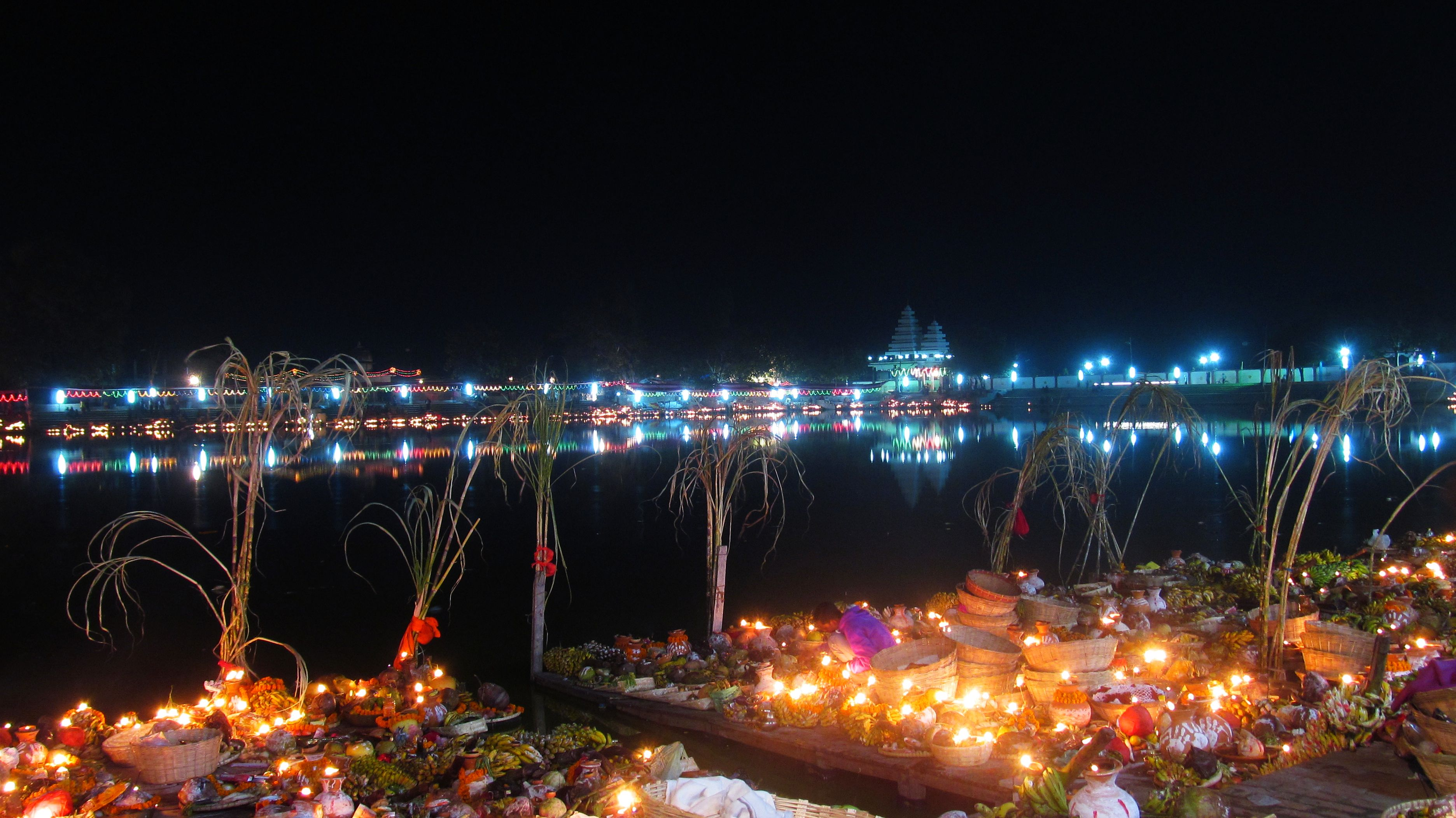
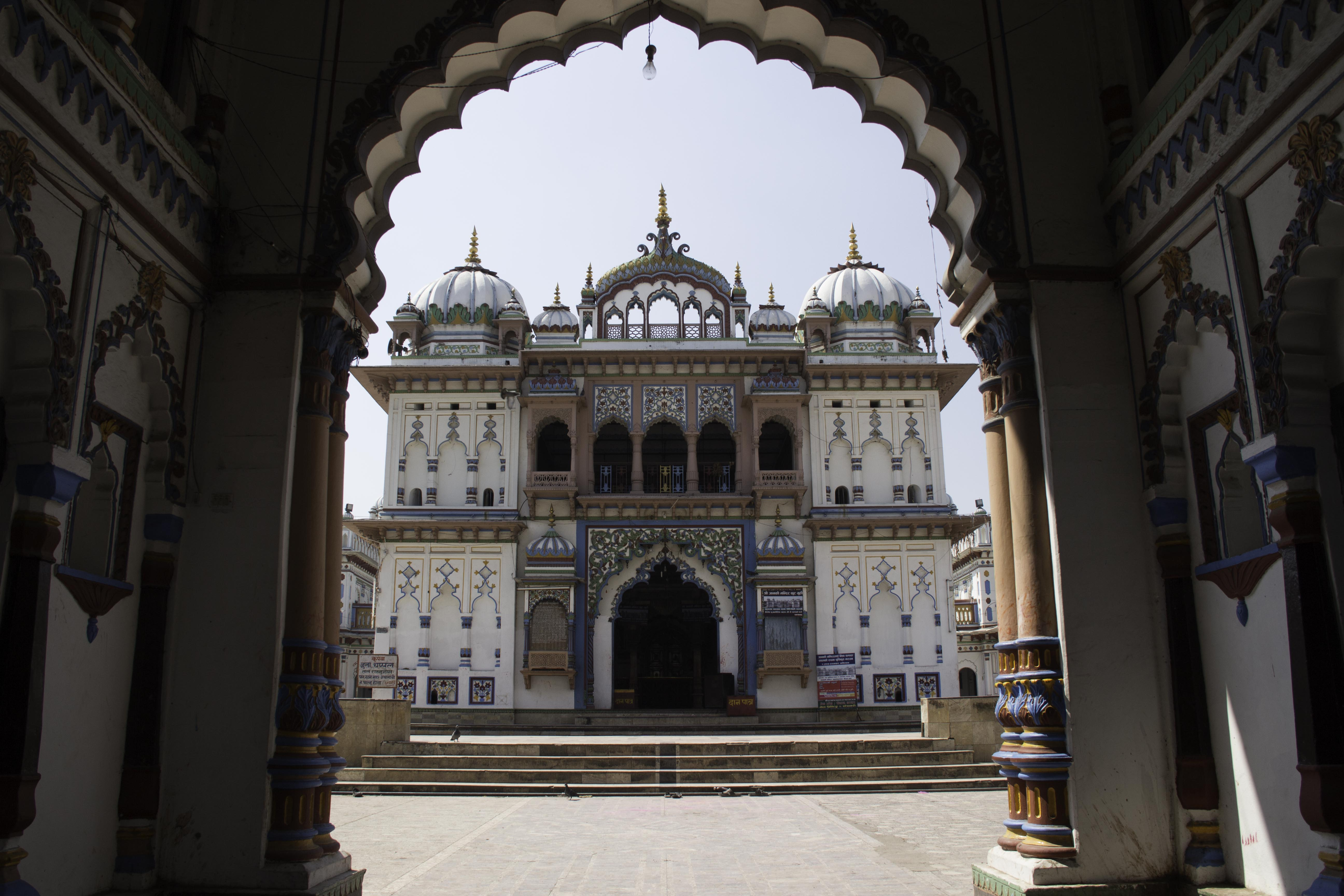
معید جاناکی